# Tarnavidéki Tájvédelmi Körzet

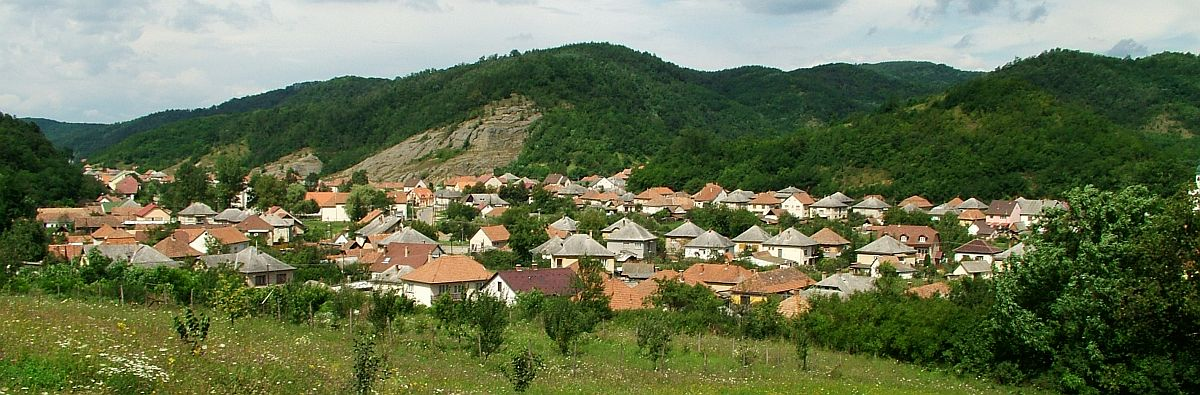
Istenmezeje látképe

A Tarnavidéki Tájvédelmi Körzet területe 9 450 hektár, ebből fokozottan védett 536 hektár. A Tájvédelmi körzet a Bükki Nemzeti Park Igazgatósága alá tartozik.

## Fekvése
A tájvédelmi körzet Pétervásárától északra található. Heves és Nógrád vármegyék találkozásánál helyezkedik el. Arló, Borsodszentgyörgy, Domaháza, Csernely, Bükkszenterzsébet, Istenmezeje, Szentdomonkos, Tarnalelesz, Váraszó és Hevesaranyos települések közigazgatási területét érinti.

## Jellemzői
A Tarnavidéki Tájvédelmi Körzet 1993-ban alakult meg a Heves–Borsodi-dombság egyedülálló természeti és tájképi értékeinek, a területen található szubmediterrán növénytársulások termőhelyének, valamint a vidéken fészkelő császármadár élőhelyének megőrzése érdekében. A terület kiemelkedő földtani-felszínalaktani, s egyben tájképi értékei a dombvidéket alkotó homokkő (Pétervásárai Homokkő Formáció) természetes feltáródásai. A leglátványosabb a bükkszenterzsébeti Nagy-kő 60–80 m magas, csaknem függőleges sziklafala. Hasonlóan impozánsak a Vermes-völgy és a Leleszi-völgy találkozásánál emelkedő Pes-kő sziklafalai, valamint a Szarvas-kő-völgy magas, meredek sziklaorma. A páratlan szépségű glaukonitos homokkövek 184 hektáros, védett területéhez ősborókás is tartozik. A Földtani Intézet bemutató célokra löszfal talajszelvényt alakított ki az Erzsébet-völgy felé vezető közút bejáratánál.

## Növény- és állatvilág

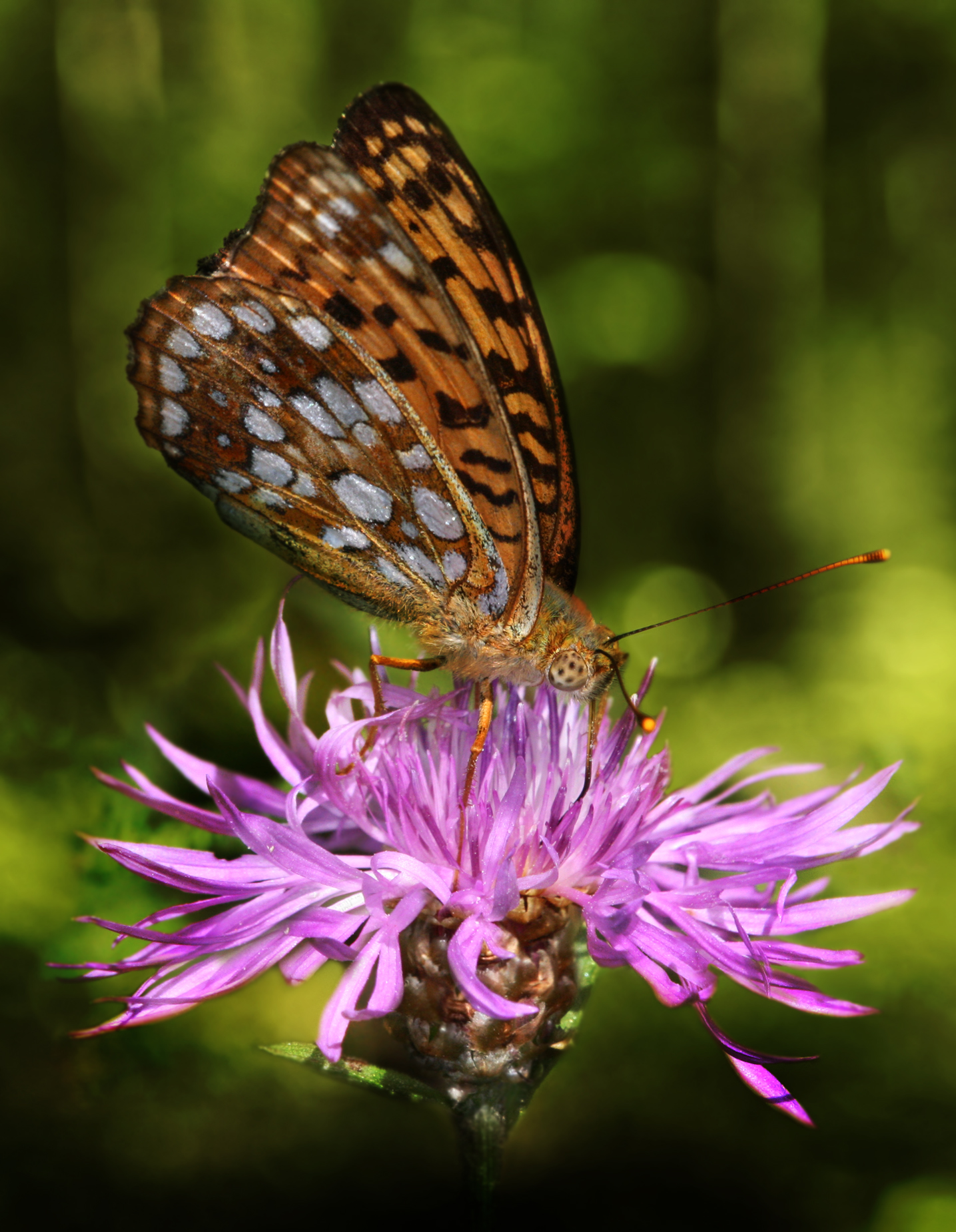
Budai Imola

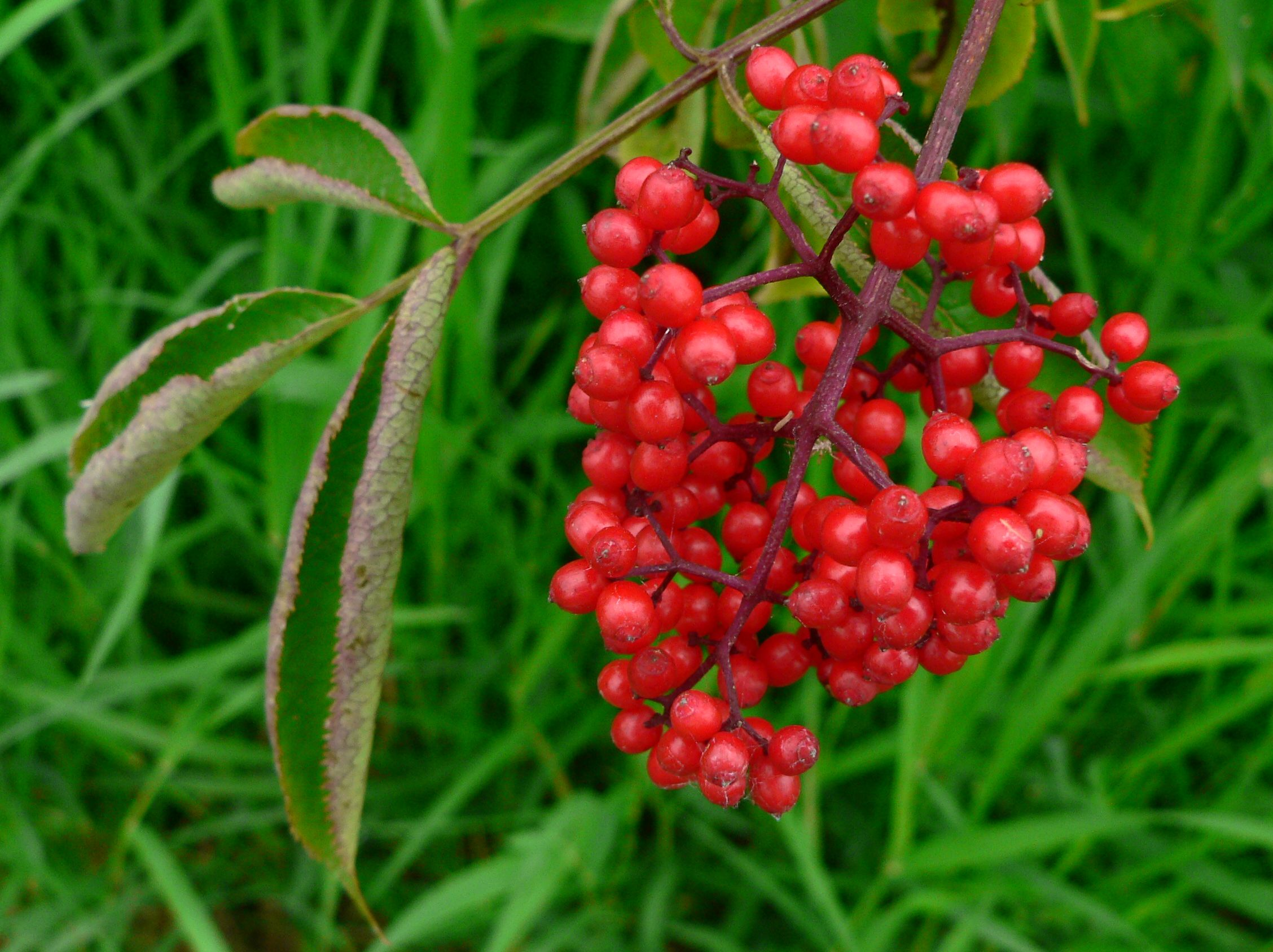
Fürtös bodza

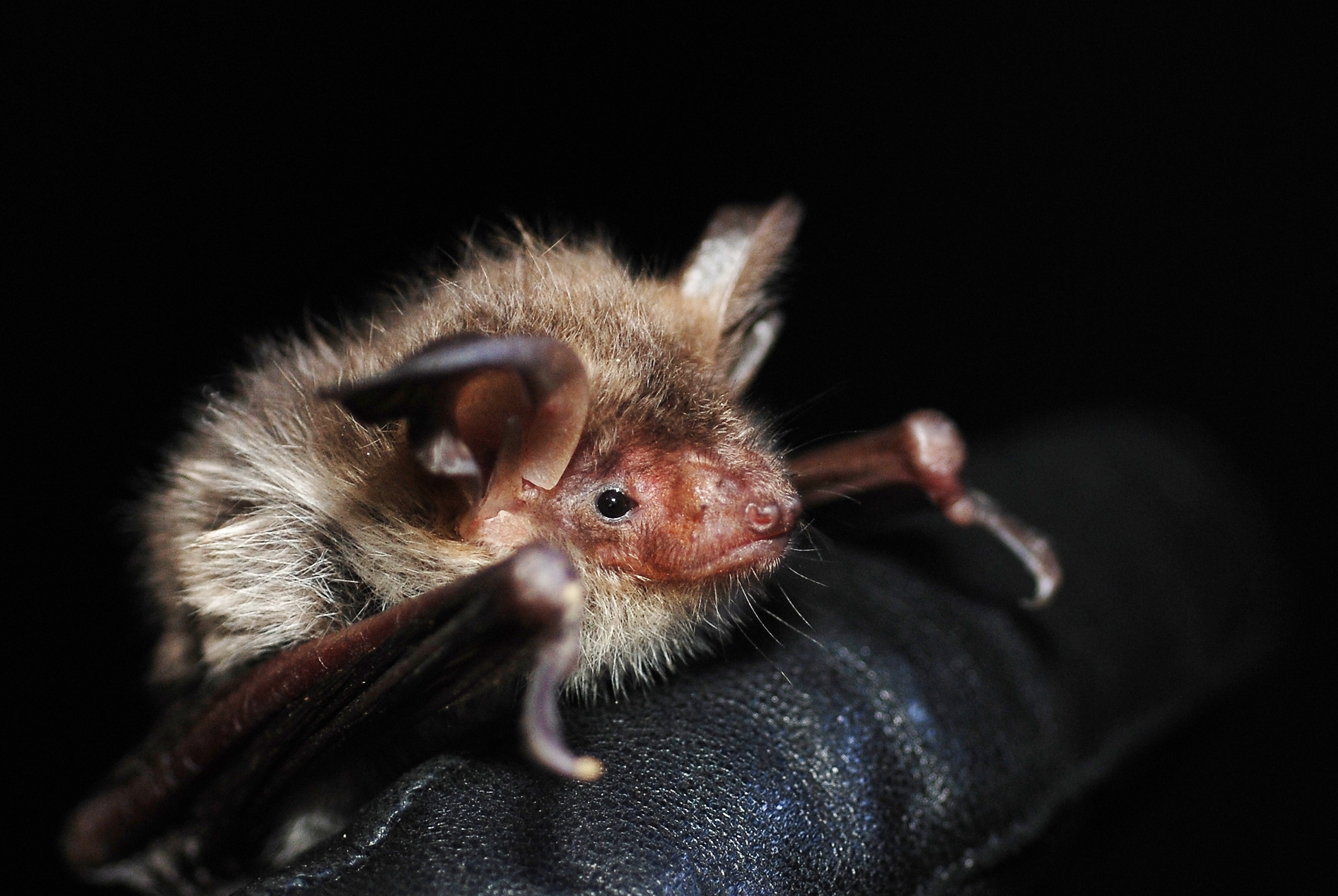
Nagyfülű denevér

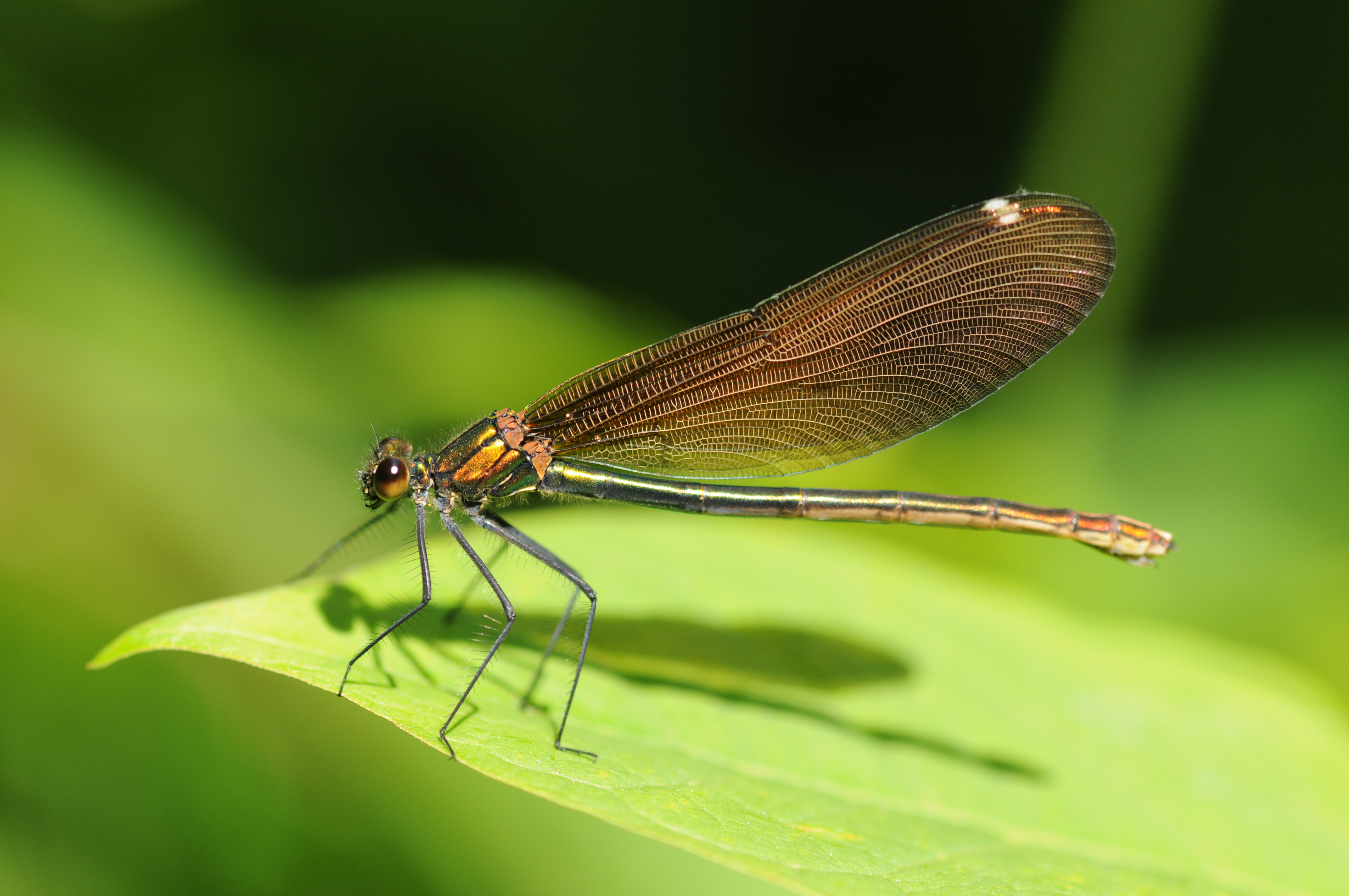
Kisasszony szitakötő

### Fontosabb növényfajok
A tájvédelmi körzet területén jelenleg 28 növénycsalád 71 ritka és veszélyeztetett növényfaja lett regisztrálva, amelyből védett és 13 fokozottan védett. A fokozottan védett növényfajok közül 3 biztosan kipusztult, egy megléte bizonytalan, négyet a közvetlen kipusztulás veszélye fenyeget.
| - Mocsári tőzegmoha - Kapcsos korpafű - Erdei zsurló - Iszapzsurló - Fekete fodorka - Gímpáfrány - Karéjos vesepáfrány - Szálkás pajzsika - Közönséges tölgyespáfrány - Mocsári gólyahír - Farkasölő sisakvirág - Leánykökörcsin - Tavaszi hérics - Kisvirágú pimpó - Waldstein-pimpó - Őszi vérfű | - Csepleszmeggy - Szőrös rekettye - Fehér zanót - Farkasboroszlán - Dombi füzike - Tatár juhar - Orlay-turbolya - Nyúlkömény - Erdei galaj - Fürtös bodza - Kányabangita - Borzas len - Mocsári gólyaorr - Erdei gyöngyköles - Homoki vértő - Bugás macskamenta | - Kecses palástfű - Parlagi rózsa - Keskenylevelű gyújtoványfű - Taréjos csormolya - Bíboros szádorgó - Keserű kakukktorma - Vízi kányafű - Ikrás fogasír - Halvány harangvirág - Kékcsillag - Fehér acsalapu - Magyar bogáncs - Halovány aszat - Sadler-imola - Nyúlsaláta | - Kereklevelű körtike - Bársonyos kakukkszegfű - Réti szegfű - Sugárkankalin - Turbánliliom - Farkasszőlő - Pázsitos nőszirom - Piros madársisak - Kislevelű nőszőfű - Békakonty - Kétlevelű sarkvirág - Bíboros kosbor - Keskenylevelű gyapjúsás - Nagyvirágú gyíkfű |

### Fontosabb állatfajok
A terület állatvilágát alig ismerjük. Csupán néhány népszerű állatcsoport felmérése kezdődött el az elmúlt években. Ezek is elsősorban a gerinces fauna kutatását célozták meg és számos, természetvédelmi szempontból értékes faj került elő a TK területéről.
| - Kisasszony-szitakötő - Lápi acsa - Díszes légivadász - Feketelábú szitakötő - Réti rabló - Pataki szitakötő - Kis apollólepke - Farkasalmalepke - Fecskefarkú pillangó - Nyugati nagy mustárlepke - Nagy pompás tűzlepke | - Ozirisz-törpeboglárka - Nagypöttyös hangyaboglárka - Nagy színjátszólepke - Nyárfalepke - Lápi gyöngyházlepke - Díszes tarkalepke - Sárga gyapjaszövő - Tölgyfaszender - Apáca púposszövő - Fehérsávos földibagoly - Sisakvirág-aranybagoly | - Alpesi gőte - Pettyes gőte - Gyepi béka - Sárgahasú unka - Kerecsensólyom - Kígyászölyv - Darázsölyv - Békászó sas - Fekete gólya - Fehér gólya | - Császármadár - Haris - Gyurgyalag - Fehérhátú fakopáncs - Fekete harkály - Bajszos sármány - Nagyfülű denevér - Hegyesorrú denevér - Vidra - Hiúz |

## Külső hivatkozások
- A Bükki Nemzeti Park honlapja
- A Bükki Nemzeti Park honlapja - A Tarnavidéki TK leírása
- A Bükki Nemzeti Park interaktív térkép
- A Tarnavidéki TK a Vendégvárón